# Союз-31
Союз-31 — космічний корабель (КК) серії «Союз», типу Союз 7К-Т. Серійний номер 47. Реєстраційні номери: NSSDC ID: 1978-081A; NORAD ID: 11010. Сьомий політ до станції Салют-6; шосте успішне стикування. Старт з екіпажем четвертих відвідин (ЕП-4): Биковський/Єн; посадка з другим основним екіпажем (ЕО-2): Ковальонок/Іванченков.

## Екіпаж

### Стартовий
- Основний

Командир ЕП-4 Биковський Валерій Федорович
Космонавт-дослідник ЕП-4 Єн Зигмунд Вернер Пауль
- Дублерний

Командир ЕП-4 Горбатко Віктор Васильович
Космонавт-дослідник ЕП-4 Колльнер Еберхард

### Посадковий
Командир ЕО-2 Ковальонок Володимир Васильович
Бортінженер ЕО-2 Іванченков Олександр Сергійович

## Хронологія польоту
26 серпня о 14:51:30 UTC з космодрому Байконур ракетою-носієм Союз-У (11А511У) запущено КК Союз-31 з екіпажем четвертих відвідин (ЕП-4): Биковський/Єн.
27 серпня о 16:37:37 UTC КК Союз-31 пристикувався до заднього стикувального порту (ЗСП) комплексу Салют-6 – Союз-29.
Після стикування на станції перебувало чотири особи: (другий основний екіпаж (ЕО-2) і ЕП-4): Ковальонок/Іванченков/Биковський/Єн.
3 вересня о 08:23 UTC КК Союз-29 з ЕП-4 відстикувався від ЗСП комплексу Салют-6 – Союз-29.
На станції залишився ЕО-2: (Ковальонок/Іванченков).
3 вересня об 11:40:34 UTC КК Союз-29 здійснив посадку.
7 вересня о 10:53 UTC КК Союз-31 відстикувався від ЗСП.
Станція знелюдніла. Здійснено перестикування КК Союз-31 щоб звільнити ЗСП для стикування корабля Прогрес-4.
7 вересня об 11:21 UTC КК Союз-31 пристикувався до переднього стикувального відсіку (ПСП) станції Салют-6.
3 жовтня о 23:09:30 UTC з космодрому Байконур ракетою-носієм Союз-У (11А511У) запущено КК Прогрес-4.
6 жовтня о 01:00:15 UTC КК Прогрес-4 пристикувався до ЗСП комплексу Салют-6 – Союз-31.
24 жовтня о 13:01:52 UTC КК Прогрес-4 відстикувався від ЗСП комплексу Салют-6 – Союз-31 і 26 жовтня о 17:15 UTC зійшов з орбіти.
2 листопада о 07:46 UTC КК Союз-31 з ЕО-2 (Ковальонок/Іванченков) відстикувався від ПСП станції Салют-6.
Станція знелюдніла.
2 листопада об 11:04:17 UTC КК Союз-31 здійснив посадку.